# Ghost Stories Live 2014
Ghost Stories Live 2014 là album trực tiếp thứ tư và album video của nhóm nhạc alternative rock người Anh Coldplay. Album này là một phiên bản thu trực tiếp các bài hát trong album phòng thu thứ sáu của nhóm Ghost Stories, được hãng Parlophone phát hành tại Vương quốc Anh vào ngày 24 tháng 11 năm 2014. Một đĩa DVD gồm màn biểu diễn trực tiếp ở Sony Studios, Los Angeles tháng 3 năm 2014 đã đi kèm với CD trực tiếp.
Album này đã từng được chiếu trên kênh NBC Mỹ, nhưng có sự khác biệt: album bao gồm phiên bản trực tiếp của toàn bộ các bài hát từ Ghost Stories, trong khi bản truyền hình đặc biệt chiếu trên NBC chỉ chiếu sáu bài hát từ album đó, còn ba bài được thay thế bởi các hit trước đây của nhóm "Clocks", "Viva la Vida" và "Paradise".
Theo trang web chính thức của Coldplay, album video đạo diễn bởi Paul Dugdale, được quay ở một sân khấu tròn dựng ở Sony Studios, Los Angeles, ghi lại các màn biểu diễn của Coldplay bằng các góc quay 360 độ đẹp mắt cả ở trên không, với phần sản xuất chương trình mang tính đột phá. Video đã được đề cử giải Grammy cho Phim âm nhạc xuất sắc nhất năm 2014.

## Danh sách track
Tất cả các ca khúc được viết bởi Guy Berryman, Jonny Buckland, Will Champion, và Chris Martin, ngoại trừ "A Sky Full of Stars", cố vấn sáng tác là Tim Bergling.
| Ghost Stories Live 2014 | Ghost Stories Live 2014                                                                  | Ghost Stories Live 2014 |
| STT                     | Nhan đề                                                                                  | Thời lượng              |
| ----------------------- | ---------------------------------------------------------------------------------------- | ----------------------- |
| 1.                      | "Always in My Head" (Live at the Royal Albert Hall, London)                              | 3:57                    |
| 2.                      | "Magic" (Live at the Enmore Theatre, Sydney)                                             | 4:52                    |
| 3.                      | "Ink" (Live at Le Casino de Paris, Paris)                                                | 4:09                    |
| 4.                      | "True Love" (Live at the Enmore Theatre, Sydney)                                         | 4:20                    |
| 5.                      | "Midnight" (Live at the Royal Albert Hall, London)                                       | 4:48                    |
| 6.                      | "Another's Arms" (Live at the Beacon Theatre, New York City)                             | 3:55                    |
| 7.                      | "Oceans" (Live at E-Werk, Cologne)                                                       | 4:28                    |
| 8.                      | "A Sky Full of Stars" (Live at the Royal Albert Hall, London)                            | 4:38                    |
| 9.                      | "O" ("Fly On" – 0:00–3:50 / "O (Reprise)" – 3:51–5:36) (Live at Royce Hall, Los Angeles) | 5:36                    |
| Tổng thời lượng:        | Tổng thời lượng:                                                                         | 40:43                   |

| Ghost Stories Live DVD from Sony Studios, Los Angeles | Ghost Stories Live DVD from Sony Studios, Los Angeles | Ghost Stories Live DVD from Sony Studios, Los Angeles |
| STT                                                   | Nhan đề                                               | Thời lượng                                            |
| ----------------------------------------------------- | ----------------------------------------------------- | ----------------------------------------------------- |
| 1.                                                    | "Always In My Head"                                   |                                                       |
| 2.                                                    | "Magic"                                               |                                                       |
| 3.                                                    | "Ink"                                                 |                                                       |
| 4.                                                    | "True Love"                                           |                                                       |
| 5.                                                    | "Midnight"                                            |                                                       |
| 6.                                                    | "Another's Arms"                                      |                                                       |
| 7.                                                    | "Oceans"                                              |                                                       |
| 8.                                                    | "A Sky Full of Stars"                                 |                                                       |
| 9.                                                    | "O"                                                   |                                                       |

| Ghost Stories Live DVD bonuses | Ghost Stories Live DVD bonuses                            | Ghost Stories Live DVD bonuses |
| STT                            | Nhan đề                                                   | Thời lượng                     |
| ------------------------------ | --------------------------------------------------------- | ------------------------------ |
| 1.                             | "Midnight" (Music video)                                  |                                |
| 2.                             | "Magic" (Music video, extended director's cut)            |                                |
| 3.                             | "A Sky Full of Stars" (Music video)                       |                                |
| 4.                             | "True Love" (Music video)                                 |                                |
| 5.                             | "Ink" (Live at Royal Albert Hall)                         |                                |
| 6.                             | "All Your Friends" (Music video)                          |                                |
| 7.                             | "Ghost Story" (Music video)                               |                                |
| 8.                             | "Always In My Head" (Artwork animation)                   |                                |
| 9.                             | "Always In My Head" (Alternate live take in Sony Studios) |                                |
| 10.                            | "Oceans" (Alternate live take in Sony Studios)            |                                |

## Xếp hạng
| Bảng xếp hạng (2014)           | Vị trí cao nhất |
| ------------------------------ | --------------- |
| Video âm nhạc Anh Quốc (OCC)   | 2               |
| Album Bỉ (Ultratop Vlaanderen) | 21              |
| Album Bỉ (Ultratop Wallonie)   | 21              |
| Album Brazil (ABPD)            | 4               |
| Album Hungaria (MAHASZ)        | 3               |
| Album New Zealand (RMNZ)       | 32              |
| Album Ba Lan (ZPAV)            | 43              |
| Album Bồ Đào Nha (AFP)         | 8               |
| Album Hoa Kỳ Billboard 200     | 93              |
| Album Ý (FIMI)                 | 14              |

## Chứng nhận
| Quốc gia                                                                           | Chứng nhận | Số đơn vị/doanh số chứng nhận |
| ---------------------------------------------------------------------------------- | ---------- | ----------------------------- |
| Anh Quốc (BPI)                                                                     | Vàng       | 25.000*                       |
| Hungary (Mahasz)                                                                   | Bạch kim   | 6.000^                        |
| Pháp (SNEP)                                                                        | Vàng       | 50.000*                       |
| * Chứng nhận dựa theo doanh số tiêu thụ. ^ Chứng nhận dựa theo doanh số nhập hàng. |            |                               |

## Lịch sử phát hành
| Khu vực          | Ngày phát hành    | Định dạng       | Nhãn                | Chú thích     |
| ---------------- | ----------------- | --------------- | ------------------- | ------------- |
| Úc               | 21 tháng 11, 2014 | Tải kỹ thuật số | Parlophone          | [ 21 ]        |
| Đức Ireland      | 21 tháng 11, 2014 | Tải kỹ thuật số | Parlophone          | [ 22 ]        |
| Canada           | 24 tháng 11, 2014 | Tải kỹ thuật số | Parlophone          | [ 23 ]        |
| Pháp             | 24 tháng 11, 2014 | Tải kỹ thuật số | Parlophone          | [ 24 ]        |
| Ba Lan           | 24 tháng 11, 2014 | CD + DVD        | Warner Music Poland | [ 25 ] [ 26 ] |
| Ba Lan           | 24 tháng 11, 2014 | CD + Blu-ray    | Warner Music Poland | [ 27 ]        |
| Vương quốc Anh   | 24 tháng 11, 2014 | CD + DVD        | Parlophone          |               |
| Vương quốc Anh   | 24 tháng 11, 2014 | CD + Blu-ray    | Parlophone          |               |
| Vương quốc Anh   | 24 tháng 11, 2014 | Tải kỹ thuật số | Parlophone          | [ 28 ]        |
| Mỹ               | 24 tháng 11, 2014 | Tải kỹ thuật số | Parlophone          | [ 29 ]        |
| México Hồng Kông | 25 tháng 11, 2014 | Tải kỹ thuật số | Parlophone          | [ 30 ]        |